# Chrysobothris mali
Chrysobothris mali es una especie de escarabajo del género Chrysobothris, familia Buprestidae. Fue descrita científicamente por Horn en 1886.
Mide entre 6-11 mm.